# New England Range
New England Range er en australsk bjergkæde, der er en del af Great Dividing Range (Eastern Highlands).
30°35′43″S 151°30′00″Ø / 30.5953°S 151.5°Ø